# World Cup 2024 (Tischtennis)
Der Tischtennis-World-Cup 2024 fand für die Männer in seiner 42. Austragung und für die Frauen in seiner 25. Austragung vom 15. bis 21. April 2024 in Macau statt. Es war die erste Austragung seit 2020.

## Modus
An jedem Wettbewerb nahmen 48 Spieler teil, die auf 16 Gruppen mit jeweils drei Spielern aufgeteilt wurden, wo diese im Rundenturnier-Modus jeder gegen jeden spielten. Die Gruppenersten qualifizierten sich für die im K.-o.-System ausgetragene Hauptrunde. Bei Punktgleichheit war der direkte Vergleich (Satz- und Punkteverhältnis) ausschlaggebend.
In der Gruppenphase wurden in jedem Spiel vier Sätze gespielt (mögliche Ergebnisse sind also 4:0, 3:1 und 2:2), die Hauptrundenspiele wurden im Best-of-Seven-Modus ausgetragen und bestanden somit aus vier bis sieben Sätzen. Das erste Remis in der Geschichte des Tischtennis gab es in der Partie Dang Qiu gegen Ahmed Saleh.

## Qualifikation
Automatisch qualifiziert waren der amtierende Weltmeister und amtierende U19-Weltmeister. Über den Asian Cup, den Europe Top 16 Cup, den African Cup, den Oceania Cup und den Panam Cup konnten sich mit den Halbfinalisten bis zu 20 weitere Spieler qualifizieren, falls diese Turniere rechtzeitig vor dem World Cup stattfanden. Ansonsten wurden die entsprechenden Plätze über die Weltrangliste vergeben, wie auch die übrigen noch nicht vergebenen Startplätze. Falls sich kein Spieler des Gastgeberverbands auf diese Weise qualifizierte, konnte dieser bis zu zwei Spieler nominieren. Pro Verband konnten maximal vier Spieler teilnehmen, außer der Verband stellte den amtierenden (U19-)Weltmeister, dann konnte er bis zu sechs Teilnehmer nominieren.

## Männer

### Gruppenphase

#### Gruppe 1
|                     | Ergebnis |                     |
| ------------------- | -------- | ------------------- |
| Wang Chuqin         | 4:0      | Kirill Gerassimenko |
| Wang Chuqin         | 2:2      | An Jae-hyun         |
| Kirill Gerassimenko | 2:2      | An Jae-hyun         |

| Platz | Spieler             | Spiele | Sätze | Punkte |
| ----- | ------------------- | ------ | ----- | ------ |
| 1     | Wang Chuqin         | 2      | 6:2   | 84:62  |
| 2     | An Jae-hyun         | 2      | 4:4   | 77:72  |
| 3     | Kirill Gerassimenko | 2      | 2:6   | 57:84  |

#### Gruppe 2
|                | Ergebnis |                |
| -------------- | -------- | -------------- |
| Fan Zhendong   | 3:1      | Wong Chun Ting |
| Fan Zhendong   | 4:0      | Benedikt Duda  |
| Wong Chun Ting | 1:3      | Benedikt Duda  |

| Platz | Spieler        | Spiele | Sätze | Punkte |
| ----- | -------------- | ------ | ----- | ------ |
| 1     | Fan Zhendong   | 2      | 7:1   | 88:63  |
| 2     | Benedikt Duda  | 2      | 3:5   | 73:80  |
| 3     | Wong Chun Ting | 2      | 2:6   | 65:83  |

#### Gruppe 3
|                   | Ergebnis |                   |
| ----------------- | -------- | ----------------- |
| Liang Jingkun     | 4:0      | Kristian Karlsson |
| Liang Jingkun     | 4:0      | Nicholas Lum      |
| Kristian Karlsson | 4:0      | Nicholas Lum      |

| Platz | Spieler           | Spiele | Sätze | Punkte |
| ----- | ----------------- | ------ | ----- | ------ |
| 1     | Liang Jingkun     | 2      | 8:0   | 89:44  |
| 2     | Kristian Karlsson | 2      | 4:4   | 70:70  |
| 3     | Nicholas Lum      | 2      | 0:8   | 44:89  |

#### Gruppe 4
|           | Ergebnis |               |
| --------- | -------- | ------------- |
| Ma Long   | 4:0      | Edward Ly     |
| Ma Long   | 4:0      | Aditya Sareen |
| Edward Ly | 4:0      | Aditya Sareen |

| Platz | Spieler       | Spiele | Sätze | Punkte |
| ----- | ------------- | ------ | ----- | ------ |
| 1     | Ma Long       | 2      | 8:0   | 88:38  |
| 2     | Edward Ly     | 2      | 4:4   | 65:73  |
| 3     | Aditya Sareen | 2      | 0:8   | 46:88  |

#### Gruppe 5
|                 | Ergebnis |                 |
| --------------- | -------- | --------------- |
| Lin Yun-ju      | 4:0      | Sora Matsushima |
| Lin Yun-ju      | 3:1      | João Geraldo    |
| Sora Matsushima | 4:0      | João Geraldo    |

| Platz | Spieler         | Spiele | Sätze | Punkte |
| ----- | --------------- | ------ | ----- | ------ |
| 1     | Lin Yun-ju      | 2      | 7:1   | 82:56  |
| 2     | Sora Matsushima | 2      | 4:4   | 74:79  |
| 3     | João Geraldo    | 2      | 1:7   | 60:81  |

#### Gruppe 6
|                  | Ergebnis |                  |
| ---------------- | -------- | ---------------- |
| Lin Gaoyuan      | 4:0      | Chuang Chih-Yuan |
| Lin Gaoyuan      | 2:2      | Tomislav Pucar   |
| Chuang Chih-Yuan | 1:3      | Tomislav Pucar   |

| Platz | Spieler          | Spiele | Sätze | Punkte |
| ----- | ---------------- | ------ | ----- | ------ |
| 1     | Lin Gaoyuan      | 2      | 6:2   | 87:64  |
| 2     | Tomislav Pucar   | 2      | 5:3   | 82:70  |
| 3     | Chuang Chih-Yuan | 2      | 1:7   | 51:86  |

#### Gruppe 7
|               | Ergebnis |                |
| ------------- | -------- | -------------- |
| Félix Lebrun  | 3:1      | Kao Cheng-Jui  |
| Félix Lebrun  | 4:0      | Nicolas Burgos |
| Kao Cheng-Jui | 4:0      | Nicolas Burgos |

| Platz | Spieler        | Spiele | Sätze | Punkte |
| ----- | -------------- | ------ | ----- | ------ |
| 1     | Félix Lebrun   | 2      | 7:1   | 88:49  |
| 2     | Kao Cheng-Jui  | 2      | 5:3   | 76:73  |
| 3     | Nicolas Burgos | 2      | 0:8   | 46:88  |

#### Gruppe 8
|                | Ergebnis |             |
| -------------- | -------- | ----------- |
| Hugo Calderano | 4:0      | Anders Lind |
| Hugo Calderano | 4:0      | Finn Luu    |
| Anders Lind    | 3:1      | Finn Luu    |

| Platz | Spieler        | Spiele | Sätze | Punkte |
| ----- | -------------- | ------ | ----- | ------ |
| 1     | Hugo Calderano | 2      | 8:0   | 88:52  |
| 2     | Anders Lind    | 2      | 3:5   | 80:80  |
| 3     | Finn Luu       | 2      | 1:7   | 57:93  |

#### Gruppe 9
|              | Ergebnis |                   |
| ------------ | -------- | ----------------- |
| Jang Woo-jin | 4:0      | Simon Gauzy       |
| Jang Woo-jin | 4:0      | Mohamed El-Beiali |
| Simon Gauzy  | 3:1      | Mohamed El-Beiali |

| Platz | Spieler           | Spiele | Sätze | Punkte |
| ----- | ----------------- | ------ | ----- | ------ |
| 1     | Jang Woo-jin      | 2      | 8:0   | 88:40  |
| 2     | Simon Gauzy       | 2      | 3:5   | 70:81  |
| 3     | Mohamed El-Beiali | 2      | 1:7   | 52:89  |

#### Gruppe 10
|                   | Ergebnis |                |
| ----------------- | -------- | -------------- |
| Tomokazu Harimoto | 2:2      | Jonathan Groth |
| Tomokazu Harimoto | 3:1      | Andrej Gaćina  |
| Jonathan Groth    | 3:1      | Andrej Gaćina  |

| Platz | Spieler           | Spiele | Sätze | Punkte |
| ----- | ----------------- | ------ | ----- | ------ |
| 1     | Tomokazu Harimoto | 2      | 5:3   | 75:66  |
| 2     | Jonathan Groth    | 2      | 5:3   | 73:62  |
| 3     | Andrej Gaćina     | 2      | 2:6   | 60:80  |

Harimoto belegte den ersten Platz, da er im direkten Vergleich mit Groth auf 35:33 Bälle kam.

#### Gruppe 11
|                 | Ergebnis |                 |
| --------------- | -------- | --------------- |
| Dang Qiu        | 1:3      | Shunsuke Togami |
| Dang Qiu        | 2:2      | Ahmed Saleh     |
| Shunsuke Togami | 3:1      | Ahmed Saleh     |

| Platz | Spieler         | Spiele | Sätze | Punkte |
| ----- | --------------- | ------ | ----- | ------ |
| 1     | Shunsuke Togami | 2      | 6:2   | 78:53  |
| 2     | Dang Qiu        | 2      | 3:5   | 62:73  |
| 3     | Ahmed Saleh     | 2      | 3:5   | 59:73  |

#### Gruppe 12
|              | Ergebnis |                |
| ------------ | -------- | -------------- |
| Darko Jorgić | 2:2      | Lee Sang-su    |
| Darko Jorgić | 4:0      | Tiago Apolónia |
| Lee Sang-su  | 4:0      | Tiago Apolónia |

| Platz | Spieler        | Spiele | Sätze | Punkte |
| ----- | -------------- | ------ | ----- | ------ |
| 1     | Darko Jorgić   | 2      | 6:2   | 85:65  |
| 2     | Lee Sang-su    | 2      | 6:2   | 79:60  |
| 3     | Tiago Apolónia | 2      | 0:8   | 53:92  |

Jorgić belegte den ersten Platz, da er im direkten Vergleich mit Lee auf 37:35 Bälle kam.

#### Gruppe 13
|               | Ergebnis |               |
| ------------- | -------- | ------------- |
| Lin Shidong   | 4:0      | Alexis Lebrun |
| Lin Shidong   | 4:0      | Alberto Miño  |
| Alexis Lebrun | 2:2      | Alberto Miño  |

| Platz | Spieler       | Spiele | Sätze | Punkte |
| ----- | ------------- | ------ | ----- | ------ |
| 1     | Lin Shidong   | 2      | 8:0   | 88:52  |
| 2     | Alberto Miño  | 2      | 2:6   | 60:78  |
| 3     | Alexis Lebrun | 2      | 2:6   | 61:79  |

Miño belegte den zweiten Platz, da er im direkten Vergleich mit Lebrun auf 35:34 Bälle kam.

#### Gruppe 14
|                | Ergebnis |               |
| -------------- | -------- | ------------- |
| Anton Källberg | 2:2      | Lim Jong-hoon |
| Anton Källberg | 4:0      | Quek Izaac    |
| Lim Jong-hoon  | 3:1      | Quek Izaac    |

| Platz | Spieler        | Spiele | Sätze | Punkte |
| ----- | -------------- | ------ | ----- | ------ |
| 1     | Anton Källberg | 2      | 6:2   | 81:71  |
| 2     | Lim Jong-hoon  | 2      | 5:3   | 83:62  |
| 3     | Quek Izaac     | 2      | 1:7   | 53:84  |

#### Gruppe 15
|                | Ergebnis |                 |
| -------------- | -------- | --------------- |
| Marcos Freitas | 3:1      | Quadri Aruna    |
| Marcos Freitas | 4:0      | Daniel González |
| Quadri Aruna   | 4:0      | Daniel González |

| Platz | Spieler         | Spiele | Sätze | Punkte |
| ----- | --------------- | ------ | ----- | ------ |
| 1     | Marcos Freitas  | 2      | 7:1   | 87:69  |
| 2     | Quadri Aruna    | 2      | 5:3   | 83:59  |
| 3     | Daniel González | 2      | 0:8   | 52:94  |

#### Gruppe 16
|                 | Ergebnis |                 |
| --------------- | -------- | --------------- |
| Omar Assar      | 3:1      | Truls Möregårdh |
| Omar Assar      | 4:0      | Noshad Alamian  |
| Truls Möregårdh | 3:1      | Noshad Alamian  |

| Platz | Spieler         | Spiele | Sätze | Punkte |
| ----- | --------------- | ------ | ----- | ------ |
| 1     | Omar Assar      | 2      | 7:1   | 90:61  |
| 2     | Truls Möregårdh | 2      | 4:4   | 78:87  |
| 3     | Noshad Alamian  | 2      | 1:7   | 67:87  |

### Hauptrunde
|  | Achtelfinale | Achtelfinale      | Achtelfinale |                   |                   | Viertelfinale | Viertelfinale | Viertelfinale |  |  | Halbfinale | Halbfinale | Halbfinale |  |  | Finale | Finale | Finale |
|  |              |                   |              |                   |                   |               |               |               |  |  |            |            |            |  |  |        |        |        |
|  | 1            | Wang Chuqin       | 4            |                   |                   |               |               |               |  |  |            |            |            |  |  |        |        |        |
|  | 7            | Hugo Calderano    | 2            |                   |                   |               |               |               |  |  |            |            |            |  |  |        |        |        |
|  | 7            | Hugo Calderano    | 2            | 1                 | Wang Chuqin       | 4             |               |               |  |  |            |            |            |  |  |        |        |        |
|  |              |                   |              | 1                 | Wang Chuqin       | 4             |               |               |  |  |            |            |            |  |  |        |        |        |
|  |              |                   | 11           | Jang Woo-jin      | 1                 |               |               |               |  |  |            |            |            |  |  |        |        |        |
|  | 11           | Jang Woo-jin      | 11           | Jang Woo-jin      | 1                 | 4             |               |               |  |  |            |            |            |  |  |        |        |        |
|  | 11           | Jang Woo-jin      |              |                   |                   | 4             |               |               |  |  |            |            |            |  |  |        |        |        |
|  | 6            | Lin Yun-ju        | 2            |                   |                   |               |               |               |  |  |            |            |            |  |  |        |        |        |
|  | 6            | Lin Yun-ju        | 2            | 1                 | Wang Chuqin       | 0             |               |               |  |  |            |            |            |  |  |        |        |        |
|  |              |                   |              | 1                 | Wang Chuqin       | 0             |               |               |  |  |            |            |            |  |  |        |        |        |
|  |              | 4                 | Ma Long      | 4                 |                   |               |               |               |  |  |            |            |            |  |  |        |        |        |
|  | 22           | 4                 | Ma Long      | 4                 | Shunsuke Togami   | 4             |               |               |  |  |            |            |            |  |  |        |        |        |
|  | 22           |                   |              |                   | Shunsuke Togami   | 4             |               |               |  |  |            |            |            |  |  |        |        |        |
|  | 15           | Omar Assar        | 2            |                   |                   |               |               |               |  |  |            |            |            |  |  |        |        |        |
|  | 15           | Omar Assar        | 2            | 22                | Shunsuke Togami   | 2             |               |               |  |  |            |            |            |  |  |        |        |        |
|  |              |                   |              | 22                | Shunsuke Togami   | 2             |               |               |  |  |            |            |            |  |  |        |        |        |
|  |              |                   | 4            | Ma Long           | 4                 |               |               |               |  |  |            |            |            |  |  |        |        |        |
|  | 5            | Félix Lebrun      | 4            | Ma Long           | 4                 | 2             |               |               |  |  |            |            |            |  |  |        |        |        |
|  | 5            | Félix Lebrun      |              |                   |                   |               |               |               |  |  |            |            |            |  |  |        |        |        |
|  | 4            | Ma Long           | 4            |                   |                   |               |               |               |  |  |            |            |            |  |  |        |        |        |
|  | 4            | Ma Long           | 4            | 4                 | Ma Long           | 4             |               |               |  |  |            |            |            |  |  |        |        |        |
|  |              |                   |              |                   |                   |               |               |               |  |  |            |            |            |  |  |        |        |        |
|  |              | 8                 | Lin Gaoyuan  | 3                 |                   |               |               |               |  |  |            |            |            |  |  |        |        |        |
|  | 3            | 8                 | Lin Gaoyuan  | 3                 | Liang Jingkun     | 3             |               |               |  |  |            |            |            |  |  |        |        |        |
|  | 3            |                   |              |                   | Liang Jingkun     | 3             |               |               |  |  |            |            |            |  |  |        |        |        |
|  | 14           | Anton Källberg    | 4            |                   |                   |               |               |               |  |  |            |            |            |  |  |        |        |        |
|  | 14           | Anton Källberg    | 4            | 14                | Anton Källberg    | 2             |               |               |  |  |            |            |            |  |  |        |        |        |
|  |              |                   |              | 14                | Anton Källberg    | 2             |               |               |  |  |            |            |            |  |  |        |        |        |
|  |              |                   | 9            | Tomokazu Harimoto | 4                 |               |               |               |  |  |            |            |            |  |  |        |        |        |
|  | 16           | Marcos Freitas    | 9            | Tomokazu Harimoto | 4                 | 2             |               |               |  |  |            |            |            |  |  |        |        |        |
|  | 16           | Marcos Freitas    |              |                   |                   | 2             |               |               |  |  |            |            |            |  |  |        |        |        |
|  | 9            | Tomokazu Harimoto | 4            |                   |                   |               |               |               |  |  |            |            |            |  |  |        |        |        |
|  | 9            | Tomokazu Harimoto | 4            | 9                 | Tomokazu Harimoto | 0             |               |               |  |  |            |            |            |  |  |        |        |        |
|  |              |                   |              | 9                 | Tomokazu Harimoto | 0             |               |               |  |  |            |            |            |  |  |        |        |        |
|  |              | 8                 | Lin Gaoyuan  | 4                 |                   |               |               |               |  |  |            |            |            |  |  |        |        |        |
|  | 12           | 8                 | Lin Gaoyuan  | 4                 | Darko Jorgić      | 2             |               |               |  |  |            |            |            |  |  |        |        |        |
|  | 12           |                   |              |                   |                   |               |               |               |  |  |            |            |            |  |  |        |        |        |
|  | 8            | Lin Gaoyuan       | 4            |                   |                   |               |               |               |  |  |            |            |            |  |  |        |        |        |
|  | 8            | Lin Gaoyuan       | 4            | 8                 | Lin Gaoyuan       | 4             |               |               |  |  |            |            |            |  |  |        |        |        |
|  |              |                   |              | 8                 | Lin Gaoyuan       | 4             |               |               |  |  |            |            |            |  |  |        |        |        |
|  |              |                   | 2            | Fan Zhendong      | 2                 |               |               |               |  |  |            |            |            |  |  |        |        |        |
|  | 13           | Lin Shidong       | 2            | Fan Zhendong      | 2                 | 3             |               |               |  |  |            |            |            |  |  |        |        |        |
|  | 13           | Lin Shidong       |              |                   |                   |               |               |               |  |  |            |            |            |  |  |        |        |        |
|  | 2            | Fan Zhendong      | 4            |                   |                   |               |               |               |  |  |            |            |            |  |  |        |        |        |

## Frauen

### Gruppenphase

#### Gruppe 1
|             | Ergebnis |              |
| ----------- | -------- | ------------ |
| Sun Yingsha | 4:0      | Chen Szu-yu  |
| Sun Yingsha | 4:0      | Zhu Chengzhu |
| Chen Szu-yu | 1:3      | Zhu Chengzhu |

| Platz | Spieler      | Spiele | Sätze | Punkte |
| ----- | ------------ | ------ | ----- | ------ |
| 1     | Sun Yingsha  | 2      | 8:0   | 88:56  |
| 2     | Zhu Chengzhu | 2      | 3:5   | 66:81  |
| 3     | Chen Szu-yu  | 2      | 1:7   | 69:86  |

#### Gruppe 2
|              | Ergebnis |               |
| ------------ | -------- | ------------- |
| Wang Manyu   | 4:0      | Manika Batra  |
| Wang Manyu   | 4:0      | Adina Diaconu |
| Manika Batra | 3:1      | Adina Diaconu |

| Platz | Spieler       | Spiele | Sätze | Punkte |
| ----- | ------------- | ------ | ----- | ------ |
| 1     | Wang Manyu    | 2      | 8:0   | 88:41  |
| 2     | Manika Batra  | 2      | 3:5   | 65:77  |
| 3     | Adina Diaconu | 2      | 1:7   | 51:86  |

#### Gruppe 3
|             | Ergebnis |             |
| ----------- | -------- | ----------- |
| Wang Yidi   | 2:2      | Shan Xiaona |
| Wang Yidi   | 3:1      | Doo Hoi Kem |
| Shan Xiaona | 0:4      | Doo Hoi Kem |

| Platz | Spieler     | Spiele | Sätze | Punkte |
| ----- | ----------- | ------ | ----- | ------ |
| 1     | Wang Yidi   | 2      | 5:3   | 81:57  |
| 2     | Doo Hoi Kem | 2      | 5:3   | 68:70  |
| 3     | Shan Xiaona | 2      | 2:6   | 62:84  |

Wang belegte den ersten Platz, da sie im direkten Vergleich mit Doo auf 3:1 Sätze kam.

#### Gruppe 4
|              | Ergebnis |               |
| ------------ | -------- | ------------- |
| Chen Meng    | 3:1      | Sreeja Akula  |
| Chen Meng    | 4:0      | Natalia Bajor |
| Sreeja Akula | 4:0      | Natalia Bajor |

| Platz | Spieler       | Spiele | Sätze | Punkte |
| ----- | ------------- | ------ | ----- | ------ |
| 1     | Chen Meng     | 2      | 7:1   | 90:38  |
| 2     | Sreeja Akula  | 2      | 5:3   | 69:71  |
| 3     | Natalia Bajor | 2      | 0:8   | 38:88  |

#### Gruppe 5
|             | Ergebnis |            |
| ----------- | -------- | ---------- |
| Shin Yu-bin | 2:2      | Lily Zhang |
| Shin Yu-bin | 3:1      | Zeng Jian  |
| Lily Zhang  | 1:3      | Zeng Jian  |

| Platz | Spieler     | Spiele | Sätze | Punkte |
| ----- | ----------- | ------ | ----- | ------ |
| 1     | Shin Yu-bin | 2      | 5:3   | 71:70  |
| 2     | Zeng Jian   | 2      | 4:4   | 74:62  |
| 3     | Lily Zhang  | 2      | 3:5   | 68:81  |

#### Gruppe 6
|                 | Ergebnis |                 |
| --------------- | -------- | --------------- |
| Chen Xingtong   | 2:2      | Orawan Paranang |
| Chen Xingtong   | 4:0      | Liu Hsing-Yin   |
| Orawan Paranang | 3:1      | Liu Hsing-Yin   |

| Platz | Spieler         | Spiele | Sätze | Punkte |
| ----- | --------------- | ------ | ----- | ------ |
| 1     | Chen Xingtong   | 2      | 6:2   | 86:65  |
| 2     | Orawan Paranang | 2      | 5:3   | 83:73  |
| 3     | Liu Hsing-Yin   | 2      | 1:7   | 55:86  |

#### Gruppe 7
|          | Ergebnis |                      |
| -------- | -------- | -------------------- |
| Mima Itō | 2:2      | Amy Wang             |
| Mima Itō | 2:2      | Suthasini Sawettabut |
| Amy Wang | 2:2      | Suthasini Sawettabut |

| Platz | Spieler              | Spiele | Sätze | Punkte |
| ----- | -------------------- | ------ | ----- | ------ |
| 1     | Suthasini Sawettabut | 2      | 4:4   | 76:72  |
| 2     | Mima Itō             | 2      | 4:4   | 77:78  |
| 3     | Amy Wang             | 2      | 4:4   | 73:76  |

#### Gruppe 8
|                  | Ergebnis |                  |
| ---------------- | -------- | ---------------- |
| Hina Hayata      | 4:0      | Elizabeta Samara |
| Hina Hayata      | 3:1      | Sabine Winter    |
| Elizabeta Samara | 1:3      | Sabine Winter    |

| Platz | Spieler          | Spiele | Sätze | Punkte |
| ----- | ---------------- | ------ | ----- | ------ |
| 1     | Hina Hayata      | 2      | 7:1   | 86:45  |
| 2     | Sabine Winter    | 2      | 4:4   | 73:71  |
| 3     | Elizabeta Samara | 2      | 1:7   | 43:86  |

#### Gruppe 9
|                 | Ergebnis |                 |
| --------------- | -------- | --------------- |
| Cheng I-ching   | 4:0      | Linda Bergström |
| Cheng I-ching   | 4:0      | Yousra Helmy    |
| Linda Bergström | 4:0      | Yousra Helmy    |

| Platz | Spieler         | Spiele | Sätze | Punkte |
| ----- | --------------- | ------ | ----- | ------ |
| 1     | Cheng I-ching   | 2      | 8:0   | 90:63  |
| 2     | Linda Bergström | 2      | 4:4   | 85:77  |
| 3     | Yousra Helmy    | 2      | 0:8   | 58:93  |

#### Gruppe 10
|               | Ergebnis |             |
| ------------- | -------- | ----------- |
| Miwa Harimoto | 4:0      | Kim Nayeong |
| Miwa Harimoto | 3:1      | Zhang Mo    |
| Kim Nayeong   | 1:3      | Zhang Mo    |

| Platz | Spieler       | Spiele | Sätze | Punkte |
| ----- | ------------- | ------ | ----- | ------ |
| 1     | Miwa Harimoto | 2      | 7:1   | 85:56  |
| 2     | Zhang Mo      | 2      | 4:4   | 69:81  |
| 3     | Kim Nayeong   | 2      | 1:7   | 71:88  |

#### Gruppe 11
|                  | Ergebnis |                 |
| ---------------- | -------- | --------------- |
| Bernadette Szőcs | 2:2      | Prithika Pavade |
| Bernadette Szőcs | 4:0      | Mariam Alhodaby |
| Prithika Pavade  | 4:0      | Mariam Alhodaby |

| Platz | Spieler          | Spiele | Sätze | Punkte |
| ----- | ---------------- | ------ | ----- | ------ |
| 1     | Bernadette Szőcs | 2      | 6:2   | 78:56  |
| 2     | Prithika Pavade  | 2      | 6:2   | 75:61  |
| 3     | Mariam Alhodaby  | 2      | 0:8   | 52:88  |

Szőcs belegte den ersten Platz, da sie im direkten Vergleich mit Pavade auf 34:31 Bälle kam.

#### Gruppe 12
|              | Ergebnis |           |
| ------------ | -------- | --------- |
| Adriana Díaz | 4:0      | Hana Goda |
| Adriana Díaz | 3:1      | Fu Yu     |
| Hana Goda    | 1:3      | Fu Yu     |

| Platz | Spieler      | Spiele | Sätze | Punkte |
| ----- | ------------ | ------ | ----- | ------ |
| 1     | Adriana Díaz | 2      | 7:1   | 81:54  |
| 2     | Fu Yu        | 2      | 4:4   | 71:76  |
| 3     | Hana Goda    | 2      | 1:7   | 66:88  |

#### Gruppe 13
|             | Ergebnis |               |
| ----------- | -------- | ------------- |
| Jeon Ji-hee | 2:2      | Kuai Man      |
| Jeon Ji-hee | 4:0      | Jian Fang Lay |
| Kuai Man    | 4:0      | Jian Fang Lay |

| Platz | Spieler       | Spiele | Sätze | Punkte |
| ----- | ------------- | ------ | ----- | ------ |
| 1     | Jeon Ji-hee   | 2      | 6:2   | 80:51  |
| 2     | Kuai Man      | 2      | 6:2   | 77:59  |
| 3     | Jian Fang Lay | 2      | 0:8   | 41:88  |

Jeon belegte den ersten Platz, da sie im direkten Vergleich mit Kuai auf 36:33 Bälle kam.

#### Gruppe 14
|              | Ergebnis |              |
| ------------ | -------- | ------------ |
| Miu Hirano   | 3:1      | Yuan Jia Nan |
| Miu Hirano   | 4:0      | Jocelyn Lam  |
| Yuan Jia Nan | 4:0      | Jocelyn Lam  |

| Platz | Spieler      | Spiele | Sätze | Punkte |
| ----- | ------------ | ------ | ----- | ------ |
| 1     | Miu Hirano   | 2      | 7:1   | 87:33  |
| 2     | Yuan Jia Nan | 2      | 5:3   | 70:66  |
| 3     | Jocelyn Lam  | 2      | 0:8   | 30:88  |

#### Gruppe 15
|                 | Ergebnis |                 |
| --------------- | -------- | --------------- |
| Joo Cheonhui    | 2:2      | Bruna Takahashi |
| Joo Cheonhui    | 4:0      | Sarah Hanffou   |
| Bruna Takahashi | 3:1      | Sarah Hanffou   |

| Platz | Spieler         | Spiele | Sätze | Punkte |
| ----- | --------------- | ------ | ----- | ------ |
| 1     | Joo Cheonhui    | 2      | 6:2   | 83:58  |
| 2     | Bruna Takahashi | 2      | 5:3   | 77:69  |
| 3     | Sarah Hanffou   | 2      | 1:7   | 54:87  |

#### Gruppe 16
|                 | Ergebnis |                  |
| --------------- | -------- | ---------------- |
| Nina Mittelham  | 2:2      | Sofia Polcanova  |
| Nina Mittelham  | 4:0      | Michelle Bromley |
| Sofia Polcanova | 4:0      | Michelle Bromley |

| Platz | Spieler          | Spiele | Sätze | Punkte |
| ----- | ---------------- | ------ | ----- | ------ |
| 1     | Sofia Polcanova  | 2      | 6:2   | 84:62  |
| 2     | Nina Mittelham   | 2      | 6:2   | 82:60  |
| 3     | Michelle Bromley | 2      | 0:8   | 45:89  |

Polcanova belegte den ersten Platz, da sie im direkten Vergleich mit Mittelham auf 39:38 Bälle kam.

### Hauptrunde
|  | Achtelfinale | Achtelfinale         | Achtelfinale |               |               | Viertelfinale | Viertelfinale | Viertelfinale |  |  | Halbfinale | Halbfinale | Halbfinale |  |  | Finale | Finale | Finale |
|  |              |                      |              |               |               |               |               |               |  |  |            |            |            |  |  |        |        |        |
|  | 1            | Sun Yingsha          | 4            |               |               |               |               |               |  |  |            |            |            |  |  |        |        |        |
|  | 5            | Chen Xingtong        | 1            |               |               |               |               |               |  |  |            |            |            |  |  |        |        |        |
|  | 5            | Chen Xingtong        | 1            | 1             | Sun Yingsha   | 4             |               |               |  |  |            |            |            |  |  |        |        |        |
|  |              |                      |              | 1             | Sun Yingsha   | 4             |               |               |  |  |            |            |            |  |  |        |        |        |
|  |              |                      | 11           | Cheng I-ching | 2             |               |               |               |  |  |            |            |            |  |  |        |        |        |
|  | 11           | Cheng I-ching        | 11           | Cheng I-ching | 2             | 4             |               |               |  |  |            |            |            |  |  |        |        |        |
|  | 11           | Cheng I-ching        |              |               |               | 4             |               |               |  |  |            |            |            |  |  |        |        |        |
|  | 15           | Joo Cheonhui         | 1            |               |               |               |               |               |  |  |            |            |            |  |  |        |        |        |
|  | 15           | Joo Cheonhui         | 1            | 1             | Sun Yingsha   | 4             |               |               |  |  |            |            |            |  |  |        |        |        |
|  |              |                      |              | 1             | Sun Yingsha   | 4             |               |               |  |  |            |            |            |  |  |        |        |        |
|  |              | 4                    | Chen Meng    | 2             |               |               |               |               |  |  |            |            |            |  |  |        |        |        |
|  | 14           | 4                    | Chen Meng    | 2             | Miu Hirano    | 4             |               |               |  |  |            |            |            |  |  |        |        |        |
|  | 14           |                      |              |               | Miu Hirano    | 4             |               |               |  |  |            |            |            |  |  |        |        |        |
|  | 16           | Jeon Ji-hee          | 3            |               |               |               |               |               |  |  |            |            |            |  |  |        |        |        |
|  | 16           | Jeon Ji-hee          | 3            | 14            | Miu Hirano    | 0             |               |               |  |  |            |            |            |  |  |        |        |        |
|  |              |                      |              | 14            | Miu Hirano    | 0             |               |               |  |  |            |            |            |  |  |        |        |        |
|  |              |                      | 4            | Chen Meng     | 4             |               |               |               |  |  |            |            |            |  |  |        |        |        |
|  | 37           | Suthasini Sawettabut | 4            | Chen Meng     | 4             | 0             |               |               |  |  |            |            |            |  |  |        |        |        |
|  | 37           | Suthasini Sawettabut |              |               |               |               |               |               |  |  |            |            |            |  |  |        |        |        |
|  | 4            | Chen Meng            | 4            |               |               |               |               |               |  |  |            |            |            |  |  |        |        |        |
|  | 4            | Chen Meng            | 4            | 1             | Sun Yingsha   | 4             |               |               |  |  |            |            |            |  |  |        |        |        |
|  |              |                      |              |               |               |               |               |               |  |  |            |            |            |  |  |        |        |        |
|  |              | 2                    | Wang Manyu   | 3             |               |               |               |               |  |  |            |            |            |  |  |        |        |        |
|  | 3            | 2                    | Wang Manyu   | 3             | Wang Yidi     | 1             |               |               |  |  |            |            |            |  |  |        |        |        |
|  | 3            |                      |              |               | Wang Yidi     | 1             |               |               |  |  |            |            |            |  |  |        |        |        |
|  | 12           | Miwa Harimoto        | 4            |               |               |               |               |               |  |  |            |            |            |  |  |        |        |        |
|  | 12           | Miwa Harimoto        | 4            | 12            | Miwa Harimoto | 4             |               |               |  |  |            |            |            |  |  |        |        |        |
|  |              |                      |              | 12            | Miwa Harimoto | 4             |               |               |  |  |            |            |            |  |  |        |        |        |
|  |              |                      | 10           | Adriana Díaz  | 1             |               |               |               |  |  |            |            |            |  |  |        |        |        |
|  | 20           | Sofia Polcanova      | 10           | Adriana Díaz  | 1             | 0             |               |               |  |  |            |            |            |  |  |        |        |        |
|  | 20           | Sofia Polcanova      |              |               |               | 0             |               |               |  |  |            |            |            |  |  |        |        |        |
|  | 10           | Adriana Díaz         | 4            |               |               |               |               |               |  |  |            |            |            |  |  |        |        |        |
|  | 10           | Adriana Díaz         | 4            | 12            | Miwa Harimoto | 2             |               |               |  |  |            |            |            |  |  |        |        |        |
|  |              |                      |              | 12            | Miwa Harimoto | 2             |               |               |  |  |            |            |            |  |  |        |        |        |
|  |              | 2                    | Wang Manyu   | 4             |               |               |               |               |  |  |            |            |            |  |  |        |        |        |
|  | 7            | 2                    | Wang Manyu   | 4             | Shin Yu-bin   | 3             |               |               |  |  |            |            |            |  |  |        |        |        |
|  | 7            |                      |              |               |               |               |               |               |  |  |            |            |            |  |  |        |        |        |
|  | 6            | Hina Hayata          | 4            |               |               |               |               |               |  |  |            |            |            |  |  |        |        |        |
|  | 6            | Hina Hayata          | 4            | 6             | Hina Hayata   | 1             |               |               |  |  |            |            |            |  |  |        |        |        |
|  |              |                      |              | 6             | Hina Hayata   | 1             |               |               |  |  |            |            |            |  |  |        |        |        |
|  |              |                      | 2            | Wang Manyu    | 4             |               |               |               |  |  |            |            |            |  |  |        |        |        |
|  | 9            | Bernadette Szőcs     | 2            | Wang Manyu    | 4             | 1             |               |               |  |  |            |            |            |  |  |        |        |        |
|  | 9            | Bernadette Szőcs     |              |               |               |               |               |               |  |  |            |            |            |  |  |        |        |        |
|  | 2            | Wang Manyu           | 4            |               |               |               |               |               |  |  |            |            |            |  |  |        |        |        |